# Pararhopaea moffatensis
Pararhopaea moffatensis är en skalbaggsart som beskrevs av Peter Geoffrey Allsopp 1990. Pararhopaea moffatensis ingår i släktet Pararhopaea och familjen Melolonthidae. Inga underarter finns listade i Catalogue of Life.